# Eduardo (nome)
Eduardo é um nome próprio derivado da origem anglo-saxónica Eadweard, composta dos elementos ead, "riqueza, fortuna, prosperidade", e weard, "guardião, protetor".

## Formas variantes
O nome foi popularizado na península Ibérica a partir do século XV, devido a Duarte I, rei de Portugal, cuja mãe era inglesa. As variantes existentes em espanhol e português incluem Eduardo e Duarte, enquanto que noutras línguas são encontradas as seguintes: Édouard em francês, Edoardo em italiano, Eduard em alemão e holandês e Edvard (Эдвард, Едвард) em línguas de origem eslávica.
Formas abreviadas incluem: Ed, Eddy, Eddie, Ted, Teddy e Ned. 

## Pessoas chamadas Edward

### Idade Medieval
- Eduardo, o Velho (c. 874 - 924), filho de Alfredo, o Grande
- Eduardo, o Mártir (c. 962 - 978), rei inglês e mártir cristão
- Eduardo, o Confessor (c. 1003 - 1066), rei inglês; santo padroeiro da Inglaterra até 1348
- Eduardo I da Inglaterra (1239-1307), chamado Longshanks; conquistador de Gales
- Edward Balliol (c. 1283 - 1367), pretendente ao trono escocês durante o reinado de David II
- Eduardo II da Inglaterra (1284–1327), deposto em janeiro de 1327, provavelmente assassinado
- Eduardo III da Inglaterra (1312–1377), um dos reis ingleses mais bem sucedidos dos tempos medievais
- Eduardo, o Príncipe Negro (1330–1376), filho mais velho do rei Eduardo III
- Eduardo, Duque de Guelders (1336–1371)
- Edward IV da Inglaterra (1442-1483), irmão mais velho de Richard III, pai de Edward V
- Eduardo V da Inglaterra (1470 - c. 1483), um dos príncipes da Torre
- Eduardo VI da Inglaterra (1537-1553), filho de Henrique VIII e Jane Seymour

### Idade Moderna
Nobreza
- Eduardo, Conde Palatino de Simmern (1625-1663), Conde Palatino
- Lord Edward FitzGerald (1763-1798), aristocrata irlandês e revolucionário
- Príncipe Edward, duque de Kent e Strathearn (1767-1820), filho de George III, pai da rainha Victoria
- Eduardo VII do Reino Unido (1841–1910), filho da rainha Vitória
- Eduardo VIII do Reino Unido (1894–1972), filho de George V, abdicou
- Príncipe Edward, Duque de Kent, neto de George V
- Príncipe Edward, conde de Wessex, filho da rainha Elizabeth II

Políticos
- Edward Maria Wingfield (1550-1631), colono inglês, soldado
- Edward Dembowski (1822-1846), esquerdista, filósofo e colunista polonês
- Edward Stanley Kellogg (1870–1948), 16º governador da Samoa Americana
- Edward Stettinius, Jr. (1900–1949), ex Secretário de Estado dos Estados Unidos
- Edward Gierek (1913–2001), Primeiro Secretário do Partido dos Trabalhadores Polacos Unidos, de 1970 a 1980
- Edward Heath (1916–2005), ex-primeiro ministro do Reino Unido
- Edward Youde (1924–1986), 26º governador de Hong Kong
- Edward Kennedy (1932–2009), mais conhecido como Ted Kennedy; ex-senador dos Estados Unidos
- Edward L. Romero, empresário e diplomata americano que serviu como embaixador dos EUA na Espanha e Andorra entre 1998 e 2001
- Ed Murray (nascido em 1955), político democrata e ex-prefeito de Seattle
- Ed Miliband (nascido em 1969), ex-líder do Partido Trabalhista do Reino Unido

Artistas e intelectuais
- Edward Said (1935–2003), acadêmico palestino-americano
- Edward Blishen, autor inglês
- Ed Byrne (acadêmico), diretor do King's College London e ex-vice-chanceler da Monash University
- Edward Duyker (nascido em 1955), historiador australiano.
- Edward Elgar, compositor inglês com nomes e sobrenomes anglo-saxões
- Edward Grimes, um dos dois membros da dupla pop irlandesa Jedward
- Edward Hopper (1882–1967), pintor realista americano
- Edward Jayakody (nascido em 1952), músico e compositor cingalês do Sri Lanka
- Edward Killy, cineasta americano
- Edward Daniel Leahy, pintor irlandês
- Edward MacDowell (1860–1908), compositor e pianista americano
- Edward "Eddie" Van Halen, músico holandês-americano
- Edward Barker, cartunista inglês que assinou seus desenhos simplesmente como Edward
- Edward Gould, animador inglês e criador do Eddsworld
- Edward John David "Eddie" Redmayne (nascido em 1982), Academy Award winning Inglês ator
- Ed Sheeran, cantor, compositor e músico inglês
- Edward Gorey, ilustrador americano
- Edward van de Vendel, autor holandês de literatura infantil

## Personagens fictícios
- Ed, Edd e Eddy, programa de televisão, bem como personagens principais
- Edward, um personagem de Fire Emblem: Radiant Dawn
- Edward AKA: DEATH, personagem principal e assassino da série Anita Blake: Vampire Hunter
- Edward Bear, nome "formal" simulado para um ursinho de pelúcia - outro nome para Ursinho Pooh
- Edward the Blue Engine, um personagem de Thomas e Seus Amigos
- Eddie Brock, personagem da Marvel Comics em algumas histórias notáveis do Homem-Aranha
- Edward Bunnigus, um personagem fictício do webcomic <i id="mw2g">Schlock Mercenary''
- Edward Cullen, o interesse amoroso dos vampiros nos romances de fantasia/romance da série Crepúsculo de Stephenie Meyer
- Edward Elric, o protagonista da série de anime / mangá, Fullmetal Alchemist
- Edward Ferrars, personagem em Sense and Sensibility de Jane Austen
- Edward Elizabeth Hitler, um personagem de Bottom
- Edward Hyde, o alter ego maligno do personagem-título em Dr. Jekyll e Mr Hyde por Robert Louis Stevenson
- Edward James Kenway, o protagonista de Assassin's Creed IV: Black Flag
- Edward 'Teddy' Remus Lupin, filho de Remus Lupin e Nymphadora Lupin née Tonks, aparece em Harry Potter e as Relíquias da Morte
- Edward Mars, o marechal naufragado em Lost
- Edward "Barba Branca" Newgate, o capitão dos Piratas do Barba Branca em One Piece
- Edward Nigma, o Charada, vilão do Batman
- Edward Richtofen, um cientista alemão sociopata de Call of Duty: World at War e aparece nos modos de zumbis nazistas e também em Call of Duty: Black Ops e Call of Duty: Black Ops II
- Edward Fairfax Rochester, o interesse amoroso de Jane em Jane Eyre
- Edward Mãos de Tesoura, filme dirigido por Tim Burton e escrito por Caroline Thompson, e seu personagem-título
- Edward "Stubbs" Stubblefield, o morto-vivo fictício do videogame Stubbs the Zombie em Rebel Without a Pulse
- Edward "Blackbeard" Teach, versão fantástica de uma figura histórica de mesmo nome, no quarto filme de "Jack Sparrow", Piratas do Caribe: Em marés mais estranhas
- Edward Wong Hau Pepelu Tivrusky IV, uma garotinha selvagem do anime Cowboy Bebop
- Edward Chris von Muir, "baralho de fantasia " de Final Fantasy IV
- Senhor Ed, o cavalo falante, da série de televisão (1958-1966) com o mesmo nome
- Edward, o Mordomo, um personagem interpretado por Lachlan Walker na série da web Corner Shop Show .